# Béalcourt
Béalcourt (picardisch: Biacourt) ist eine nordfranzösische Gemeinde mit 119 Einwohnern (Stand 1. Januar 2022) im Département Somme in der Region Hauts-de-France. Die Gemeinde liegt im Arrondissement Amiens, ist Teil der Communauté de communes du Territoire Nord Picardie und gehört zum Kanton Doullens.

## Geographie
Die Gemeinde an der Grenze zum Département Pas-de-Calais liegt am linken (südlichen) Ufer des Flusses Authie.

## Geschichte
Der Ort wurde 1140 erstmals als Bealcurii genannt. 1507 war Lancelot de Prouville Feudalherr von Béalcourt.

## Einwohner
| 1962 | 1968 | 1975 | 1982 | 1990 | 1999 | 2006 | 2011 |
| ---- | ---- | ---- | ---- | ---- | ---- | ---- | ---- |
| 173  | 143  | 138  | 135  | 115  | 105  | 101  | 102  |

## Verwaltung
Bürgermeister (maire) ist seit 2008 Didier Septier.

## Sehenswürdigkeiten
- Kirche Notre-Dame-de-Mons südlich außerhalb des Orts
- Dolmen von Valibeau